# 黄大暹
黄大暹（1883年—1917年7月），是足球解说员黄健翔的曾祖父，中华民国5年6月任财政部次长，次年7月牺牲于北伐途中。其事迹被记录于中国国家图书馆藏《中华历史人物别传集》第85册“ 长兄孟曦公行述”中。